# Wydział Farmacji, Biotechnologii Medycznej i Medycyny Laboratoryjnej Pomorskiego Uniwersytetu Medycznego w Szczecinie
Wydział Farmacji, Biotechnologii Medycznej i Medycyny Laboratoryjnej Pomorskiego Uniwersytetu Medycznego w Szczecinie – jeden z trzech wydziałów Pomorskiego Uniwersytetu Medycznego w Szczecinie. Jego siedziba znajduje się przy ul. Rybackiej 1 w Szczecinie.

## Struktura
- Katedra Onkologii
  - Zakład Genetyki i Patomorfologii
  - Oddział Kliniczny Radioterapii
  - Samodzielna Pracownia Onkologii Klinicznej
- Katedra i Zakład Biologii i Parazytologii Medycznej Klinika Hematologii
- Zakład Analityki Medycznej Katedry Diagnostyki Laboratoryjnej i Medycyny Molekularnej
- Zakład Medycyny Nuklearnej
- Zakład Historii Medycyny i Etyki Lekarskiej
- Zakład Fizyki Medycznej
- Samodzielna Pracownia Informatyki Medycznej i Badań Jakości Kształcenia

## Kierunki studiów
- biotechnologia medyczna
- analityka medyczna
- farmacja (od roku akademickiego 2018/2019)[1]

## Władze
Władze wydziału (stan na 2023 r.):
- Dziekan: prof. dr hab. Izabela Gutowska
- Prodziekan – kierunek analityka medyczna: prof. dr hab. Danuta Kosik-Bogacka
- Prodziekan – kierunek biotechnologia medyczna: dr hab. Marcin Lener
- Prodziekan – kierunek farmacja: prof. dr hab. Mateusz Kurzawski